# Абсайм (кантон)
Абса́йм (фр. Habsheim) — кантон у Франції, в департаменті Верхній Рейн регіону Ельзас.

## Склад кантону
Кантон включає в себе 5 муніципалітетів:
| Муніципалітет | Площа | Населення, осіб | Рік  |
| ------------- | ----- | --------------- | ---- |
| Абсайм        | 15,63 | 4829            | 2007 |
| Ешенцвіллер   | 3,19  | 1244            | 1999 |
| Зіммерсайм    | 3,15  | 1010            | 2007 |
| Ридісайм      | 6,96  | 12092           | 2007 |
| Риксайм       | 19,53 | 13103           | 2007 |

## Консули кантону
| Період    | Консул          | Посада                                                                               |
| --------- | --------------- | ------------------------------------------------------------------------------------ |
| 1985—1992 | Pierre Lucas    |                                                                                      |
| 1992—2011 | Charles Buttner | Мер муніципалітету Ридісайм до 2004, президент ради департаменту Верхній Рейн з 2004 |

| Франція | Це незавершена стаття з географії Франції. Ви можете допомогти проєкту, виправивши або дописавши її. |